# Ozero Stradan
Ozero Stradan (ryska: Озеро Страдань) är en sjö i Belarus.   Den ligger i voblasten Vitsebsks voblast, i den norra delen av landet, 220 km norr om huvudstaden Minsk. Ozero Stradan ligger 148 meter över havet. Arean är 0,41 kvadratkilometer. Den sträcker sig 0,9 kilometer i nord-sydlig riktning, och 0,7 kilometer i öst-västlig riktning.
I omgivningarna runt Ozero Stradan växer i huvudsak blandskog. Runt Ozero Stradan är det ganska tätbefolkat, med 72 invånare per kvadratkilometer.